# J18 Allsvenskan
J18 Allsvenskan är den högsta J18-serien inom ishockey i Sverige. Fem lag från vardera region inom Svenska ishockeyförbundet är kvalificerade att delta. Serien är indelad i två grupper: Södra och Norra. Lagen i J18 Elit spelar om platserna under hösten och J18 Allsvenskan spelar sedan under vintern. Kvarvarande lag i J18 Elit spelar istället fortsättningsserier.

## J18 SM-slutspel
Lag 5-10 från Allsvenskan Norra respektive Södra samt segrarna från J18 Elits fortsättningsserier spelar sextondelsfinaler i SM. Segrarna möter lag 1-4 från J18 Allsvenskan i åttondelsfinalerna. Senaste finalen spelades den 31 mars 2018 mellan Djurgårdens IF och Modo Hockey och slutade 3–1.